# Moscacieca (storia a fumetti)
Moscacieca è la diciannovesima storia a fumetti di Valentina, celebre personaggio creato da Guido Crepax. La vicenda è incentrata su una valigia, protagonista di misteriosi intrighi politici.

## Trama
Valentina e Philip si ritrovano a casa con una valigia lasciata da Lukas, un giornalista tedesco che corteggiava Valentina. Quando Lukas scompare senza lasciare traccia, la coppia scopre dai giornali che è morto in un incidente tra Verona e Bolzano, sospettando subito un assassinio legato a motivi politici o alla droga. Giocando con Mattia, i due riflettono sulla valigia, convincendosi che sia stata abbandonata di proposito e possa contenere qualcosa di pericoloso.
Philip decide di portare la valigia al deposito della stazione e segnalarla alla polizia. Lungo il tragitto, si imbatte in una ragazza gettata fuori da un'auto. Offrendosi di accompagnarla a casa, Philip viene ingannato dalla donna che simula un malore; quindi un complice tenta, senza successo, di rubargli l'auto. Insospettito, Philip torna a casa, dove Valentina è curiosa di aprire la valigia, ma lui la dissuade. Quella notte, Valentina sogna un uomo che la costringe a rivelare il contenuto della valigia, scoprendo che si tratta di un animale pericoloso.
Mentre torna a casa in bicicletta, Valentina viene rapita da un gruppo di motociclisti. Viene interrogata con insistenza sul contenuto della valigia, ma lei continua a ripetere di non averla aperta. Nel frattempo, Philip è in preda alla preoccupazione e denuncia la sua scomparsa, cercando disperatamente di trovarla. Dopo due giorni di prigionia e minacce, i rapitori costringono Valentina a giurare di non rivelare nulla dell'accaduto. Viene poi messa nella stessa stanza della ragazza che aveva incontrato Philip, una prova per assicurarsi della sua discrezione. Philip riceve una telefonata in cui viene concordato uno scambio: Valentina in cambio della valigia. Infine, Valentina e Philip tornano a casa sani e salvi, e Philip ritira la denuncia con una scusa.

## Personaggi

#### Valentina Rosselli
Fotografa milanese, in questa oscura vicenda ha a che fare con un gruppo criminale che la rapisce e la minaccia. Durante la storia deve spesso resistere alla curiosità di aprire la valigia.

#### Philip Rembrandt
Compagno di Valentina, è anch'egli coinvolto nell'intrigo e cerca di indagare a modo suo. Alla fine salva Valentina consegnando la valigia ai rapitori e promettendo di non farne parola con nessuno.

## Pubblicazioni
- linus gennaio/aprile 1976[1][2][3][4]
- Milano Libri (Valentina assassina?) marzo 1977
- RCS (Volume 7) 2007
- Salani (Storie metropolitane) 2010
- Mondadori (Volume 17) 2015